# Ákos Hanzély
Ákos Hanzély (Budapest, 26 aprile 1969) è un ex pentatleta ungherese.

## Palmarès
In carriera ha conseguito i seguenti risultati:
- Mondiali:

Basilea 1995: oro nel pentathlon moderno a squadre ed argento individuale.
Città del Messico 1998: argento nel pentathlon moderno a squadre.
Budapest 1999: oro nel pentathlon moderno staffetta a squadre ed a squadre.
- Europei

San Benedetto del Tronto 1995: oro nel pentathlon moderno a squadre ed argento individuale.
Uppsala 1998: argento nel pentathlon moderno a squadre.
Drzonków 1999: oro nel pentathlon moderno staffetta a squadre ed a squadre ed argento individuale.
Székesfehérvár 2000: oro nel pentathlon moderno staffetta a squadre.